# Émancé
Émancé és un municipi francès, situat al departament d'Yvelines i a la regió de Illa de França. L'any 2007 tenia 795 habitants.
Forma part del cantó de Rambouillet, del districte de Rambouillet i de la Comunitat d'aglomeració Rambouillet Territoires.

## Demografia

### Població
El 2007 la població de fet d'Émancé era de 795 persones. Hi havia 289 famílies, de les quals 54 eren unipersonals (23 homes vivint sols i 31 dones vivint soles), 102 parelles sense fills, 125 parelles amb fills i 8 famílies monoparentals amb fills.
La població ha evolucionat segons el següent gràfic:
Habitants censats

### Habitatges
El 2007 hi havia 334 habitatges, 293 eren l'habitatge principal de la família, 29 eren segones residències i 11 estaven desocupats. 324 eren cases i 9 eren apartaments. Dels 293 habitatges principals, 252 estaven ocupats pels seus propietaris, 30 estaven llogats i ocupats pels llogaters i 11 estaven cedits a títol gratuït; 3 tenien una cambra, 11 en tenien dues, 22 en tenien tres, 63 en tenien quatre i 195 en tenien cinc o més. 262 habitatges disposaven pel capbaix d'una plaça de pàrquing. A 103 habitatges hi havia un automòbil i a 184 n'hi havia dos o més.

### Piràmide de població
La piràmide de població per edats i sexe el 2009 era:
| Homes | Edats   | Dones |
| ----- | ------- | ----- |
| 0     | 95 o +  | 0     |
| 4     | 90 a 94 | 0     |
| 4     | 85 a 89 | 0     |
| 4     | 80 a 84 | 0     |
| 12    | 75 a 79 | 8     |
| 8     | 70 a 74 | 24    |
| 16    | 65 a 69 | 24    |
| 20    | 60 a 64 | 4     |
| 28    | 55 a 59 | 24    |
| 24    | 50 a 54 | 36    |
| 36    | 45 a 49 | 36    |
| 36    | 40 a 44 | 20    |
| 32    | 35 a 39 | 32    |
| 12    | 30 a 34 | 32    |
| 16    | 25 a 29 | 12    |
| 8     | 20 a 24 | 24    |
| 24    | 15 a 19 | 28    |
| 36    | 10 a 14 | 20    |
| 16    | 5 a 9   | 36    |
| 36    | 0 a 4   | 24    |

## Economia
El 2007 la població en edat de treballar era de 533 persones, 396 eren actives i 137 eren inactives. De les 396 persones actives 374 estaven ocupades (196 homes i 178 dones) i 22 estaven aturades (9 homes i 13 dones). De les 137 persones inactives 54 estaven jubilades, 52 estaven estudiant i 31 estaven classificades com a «altres inactius».

### Ingressos
El 2009 a Émancé hi havia 311 unitats fiscals que integraven 830 persones, la mediana anual d'ingressos fiscals per persona era de 26.391 €.

### Activitats econòmiques
Dels 28 establiments que hi havia el 2007, 6 eren d'empreses de construcció, 5 d'empreses de comerç i reparació d'automòbils, 1 d'una empresa d'hostatgeria i restauració, 1 d'una empresa d'informació i comunicació, 1 d'una empresa financera, 4 d'empreses immobiliàries, 5 d'empreses de serveis, 2 d'entitats de l'administració pública i 3 d'empreses classificades com a «altres activitats de serveis».
Dels 5 establiments de servei als particulars que hi havia el 2009, 1 era un paleta, 1 guixaire pintor, 1 electricista i 2 agències immobiliàries.
L'any 2000 a Émancé hi havia 9 explotacions agrícoles que ocupaven un total de 375 hectàrees.

## Equipaments sanitaris i escolars
El 2009 hi havia una escola elemental.

## Poblacions més properes
El següent diagrama mostra les poblacions més properes.